# Мир у Столбову
Мир у Столбову (1617) окончао је Ингријски рат између Шведске и Русије.

## Увод
Током Времена Смутње, цар Василије Шујски затражио је помоћ Карла IX против Лажног Димитрија II (у замену за део Карелије), након чега је шведска војска у Русији разбила опсаду Москве (1608—1610), али је поражена код Клушина. Пад Василија Шујског и пољску окупацију Москве искористила је Шведска да у Ингријском рату освоји Ингрију, Карелију и Велики Новгород (1611), након чега су новгородски бољари понудили царски престо шведском принцу Карлу Филипу (сину Карла IX).

## Мир
Уз посредовање енглеског трговца Џона Мерика и Холанђана, који су имали трговачке интересе у Русији, склопљен је мир у Столбову (на обали језера Ладога) 27. фебруара 1617. Преговоре су олакшале амбиције Густава Адолфа, коме су требале одрешене руке за рат у Пољској и Немачкој. Споразумом је утврђено:
- Шведска је задржала руске области Карелију и Ингрију (са тврђавама Ивангород, Јам, Копорје и Орешек) и добила одштету од 20.000 рубаља.
- Русији је враћен Новгород са околином, али се одрекла свих права на Естонију и Ливонију.
- Шведска је признала Михаила Романова за цара Русије и одрекла се претензија на руски престо.

## Последице
Миром у Столбову Русија је изгубила излаз на Балтичко море, које ће повратити тек у Великом северном Рату (1700—1721).
По речима Густава Адолфа: "Русији је одузето море, и даће Бог, Русима ће тешко бити да прескоче тај поточић."